# Muzeum Thorvaldsena

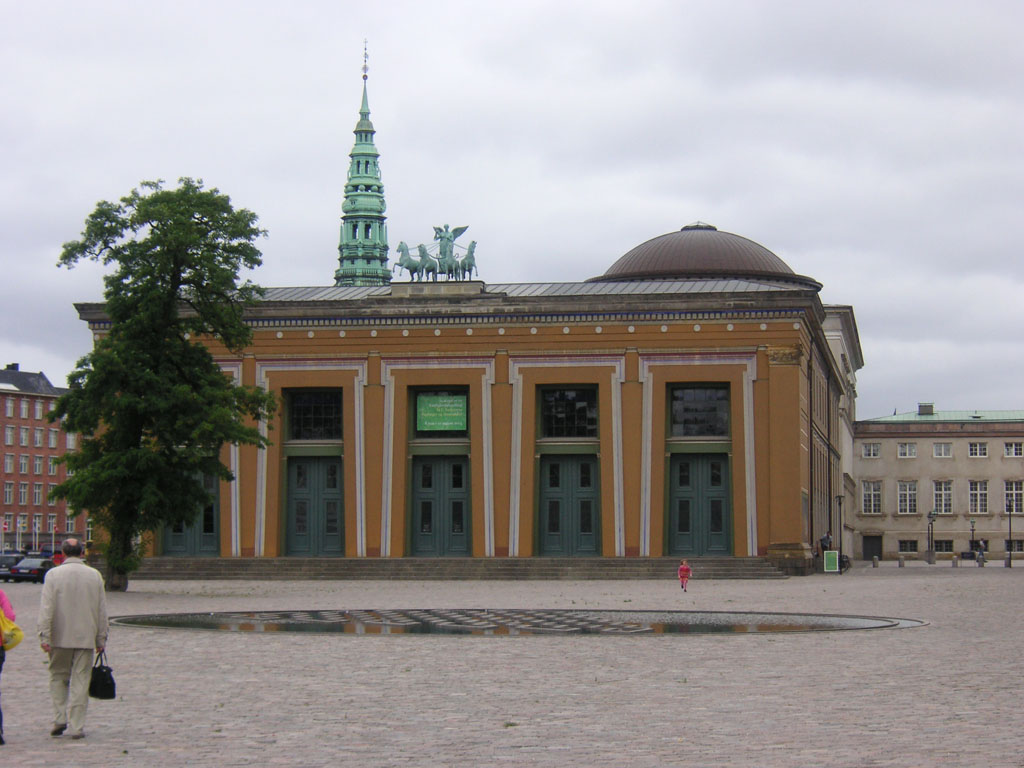
Siedziba muzeum

Muzeum Thorvaldsena (duń. Thorvaldsens Museum) w Kopenhadze – muzeum sztuki zlokalizowane w stolicy Królestwa Danii przy Bertel Thorvaldsens Plads 2, obok pałacu Christiansborg.

## Historia
W 1837 rozpoczęła się zbiórka pieniędzy na muzeum rzeźbiarza Bertela Thorvaldsena, który w 1838 wrócił do kraju po 40 latach pobytu w Rzymie. W 1839 ruszyła budowa muzeum pod nadzorem Michaela Gottlieba Bindesbøla i zostało ono otwarte 18 września 1848 jako pierwsze muzeum w Danii. Thorvaldsen zmarł w 1844 i tydzień przed otwarciem trumna z jego prochami została przeniesiona z katedry na dziedziniec muzeum i tu pochowano ostatecznie artystę.